# Earth Impact Database

Carte réalisée avec des données de l'Earth Impact Database.

La Earth Impact Database (anglais pour « Base de données des impacts terrestres ») est la source d’information ayant autorité sur les structures d’impact et les cratères d'impact confirmés sur Terre. Cette base de données a été initiée en 1955 par l’Observatoire fédéral, à Ottawa, sous la direction de Carlyle S. Beals. Elle est dorénavant gardée à jour en tant que source d’information sans but lucratif au Planetary and Space Science Centre à l’Université du Nouveau-Brunswick, Canada.
C’est le seul centre d’imagerie planétaire supporté par la NASA au Canada.
La base de données contient couramment (au 29 juillet 2014) 184 sites d’impact confirmés.
Certaines autres bases de données, visant à produire des listes les plus complètes possibles, se donnent une portée plus large en incluant plus que seulement les sites confirmés, par exemple ceux qui sont considérés probables, possibles, soupçonnés et rejetés ou discrédités. Ces listes sont utiles pour le dépistage et le suivi de l'étude des sites d'impact possibles ; aussi, une raison pour conserver les sites rejetés sur de telles listes est qu'ils peuvent être rapportés de nouveau, comme c’est souvent le cas. Les sites apparaissent en premier dans ces listes alors qu'ils sont sous étude et peuvent « graduer » vers la Earth Impact Database de l'UNB après la confirmation et la collecte d'informations suffisantes pour satisfaire les critères d'entrée stricts de cette base de données.
- Impact Database (formerly Suspected Earth Impact Sites (SEIS)), Impact Field Studies Group (en) (IFSG)[3].
- Catalogue of the Earth's Impact structures, Siberian Center for Global Catastrophes[4].

### Source
- (en) Cet article est partiellement ou en totalité issu de l’article de Wikipédia en anglais intitulé « Earth Impact Database » (voir la liste des auteurs).